# Bahnstrecke Trondheim–Storlien
- Karte mit allen Koordinaten:
- OSM |
- WikiMap

| Containerzug bei Trondheim |                      |                                                               |                                                               |
| Kursbuchstrecke: | R 71                 |                                                               |                                                               |
| Streckenlänge: | 102 km               |                                                               |                                                               |
| Spurweite: | 1435 mm (Normalspur) |                                                               |                                                               |
| |                      |                                                               |                                                               |
| \| \| \| Bahnstrecke Sundsvall–Storlien von Östersund \| \| \| \| 747,864 \| Storlien \| 601 m \| \| \| 751,825 0 \| Grenze Norwegen/Schweden \| Grenze Norwegen/Schweden \| \| \| 1 \| Teveldal \| Teveldal \| \| \| 14 \| Kopperå \| 328,5 m \| \| \| 21 \| Meråker \| 219,6 m \| \| \| \| Funna \| \| \| \| \| Gudåtunnal \| \| \| \| \| Stjørdalselva \| \| \| \| 30 \| Gudå \| 85,3 m \| \| \| 35 \| Flornes \| 40 m \| \| \| 60 \| Hegra \| 18,2 m \| \| \| \| Nordlandbahn von Bodø \| \| \| \| 70 \| Hell \| 3,2 m \| \| \| \| Muruvika (Hafen) \| \| \| \| \| Muruvik (bis 2011 Bhf.) 63,43° N, 10,83° O \| \| \| \| \| Gevingåsen tunnel (4.400 Meter, seit 2011) 63,43° N, 10,83° O \| \| \| \| \| \| \| \| \| \| Homla \| \| \| \| 79 23,14 \| Hommelvik (1881) \| 7,5 moh. \| \| \| \| Midtsanden 63,43° N, 10,73° O \| \| \| \| 90 12,69 \| Vikhammar (1883–1985, ab ca. 1998, 63,44° N, 10,62° O) \| 4,7 moh. \| \| \| \| Ranheim 63,43° N, 10,53° O \| 10 moh. \| \| \| \| Abzw. Papierfabrik \| \| \| \| \| Presthus \| \| \| \| 96 \| Charlottenlund \| 24 moh. \| \| \| 97 4,31 \| Rotvoll \| Rotvoll \| \| \| 98 3,49 \| Leangen (1892) 63,44° N, 10,46° O \| 34 moh. \| \| \| \| Stavnebanen nach Marienborg \| \| \| \| 99 \| Ladalen \| Ladalen \| \| \| 99.5 1,77 \| Lilleby (1967 bis 2006 Lademoen) \| Lilleby (1967 bis 2006 Lademoen) \| \| \| 100 0,94 \| Lademoen (Bhf. bis 1997, Hp seit 2007) \| 6 moh. \| \| \| \| Nidelva (Klappbrücke) \| \| \| \| 102 \| Trondheim S \| 5,1 m \| \| \| \| Dovrebahn nach Oslo \| \| \| \| \| \| \| \| Quellen: [1] \| \| \| \| |                      |                                                               |                                                               |
| Strecke |                      | Bahnstrecke Sundsvall–Storlien von Östersund                  | Bahnstrecke Sundsvall–Storlien von Östersund                  |
| Bahnhof | 747,864              | Storlien                                                      | 601 m                                                         |
| Grenze | 751,825 0            | Grenze Norwegen/Schweden                                      | Grenze Norwegen/Schweden                                      |
| Haltepunkt / Haltestelle | 1                    | Teveldal                                                      | Teveldal                                                      |
| Bahnhof | 14                   | Kopperå                                                       | 328,5 m                                                       |
| Haltepunkt / Haltestelle | 21                   | Meråker                                                       | 219,6 m                                                       |
| Brücke über Wasserlauf |                      | Funna                                                         | Funna                                                         |
| Tunnel |                      | Gudåtunnal                                                    | Gudåtunnal                                                    |
| Brücke über Wasserlauf |                      | Stjørdalselva                                                 | Stjørdalselva                                                 |
| Bahnhof | 30                   | Gudå                                                          | 85,3 m                                                        |
| ehemaliger Haltepunkt / Haltestelle | 35                   | Flornes                                                       | 40 m                                                          |
| Haltepunkt / Haltestelle | 60                   | Hegra                                                         | 18,2 m                                                        |
| Abzweig geradeaus und von rechts |                      | Nordlandbahn von Bodø                                         | Nordlandbahn von Bodø                                         |
| Bahnhof | 70                   | Hell                                                          | 3,2 m                                                         |
| Abzweig von links und von rechts · Abzweig geradeaus und nach rechts |                      | Muruvika (Hafen)                                              | Muruvika (Hafen)                                              |
| Betriebsstelle Strecke ab hier außer Betrieb · Strecke |                      | Muruvik (bis 2011 Bhf.) 63,43° N, 10,83° O                    | Muruvik (bis 2011 Bhf.) 63,43° N, 10,83° O                    |
| Strecke (außer Betrieb) · Tunnel |                      | Gevingåsen tunnel (4.400 Meter, seit 2011) 63,43° N, 10,83° O | Gevingåsen tunnel (4.400 Meter, seit 2011) 63,43° N, 10,83° O |
| Strecke nach links (außer Betrieb) · Abzweig geradeaus und ehemals von rechts |                      |                                                               |                                                               |
| Brücke über Wasserlauf |                      | Homla                                                         | Homla                                                         |
| Bahnhof | 79 23,14             | Hommelvik (1881)                                              | 7,5 moh.                                                      |
| Dienststation / Betriebs- oder Güterbahnhof |                      | Midtsanden 63,43° N, 10,73° O                                 | Midtsanden 63,43° N, 10,73° O                                 |
| Bahnhof | 90 12,69             | Vikhammar (1883–1985, ab ca. 1998, 63,44° N, 10,62° O)        | 4,7 moh.                                                      |
| Dienststation / Betriebs- oder Güterbahnhof |                      | Ranheim 63,43° N, 10,53° O                                    | 10 moh.                                                       |
| Abzweig geradeaus und nach links |                      | Abzw. Papierfabrik                                            | Abzw. Papierfabrik                                            |
| ehemaliger Haltepunkt / Haltestelle |                      | Presthus                                                      | Presthus                                                      |
| ehemaliger Haltepunkt / Haltestelle | 96                   | Charlottenlund                                                | 24 moh.                                                       |
| Haltepunkt / Haltestelle | 97 4,31              | Rotvoll                                                       | Rotvoll                                                       |
| Bahnhof | 98 3,49              | Leangen (1892) 63,44° N, 10,46° O                             | 34 moh.                                                       |
| Abzweig geradeaus und nach links |                      | Stavnebanen nach Marienborg                                   | Stavnebanen nach Marienborg                                   |
| Haltepunkt / Haltestelle | 99                   | Ladalen                                                       | Ladalen                                                       |
| Haltepunkt / Haltestelle | 99.5 1,77            | Lilleby (1967 bis 2006 Lademoen)                              | Lilleby (1967 bis 2006 Lademoen)                              |
| Haltepunkt / Haltestelle | 100 0,94             | Lademoen (Bhf. bis 1997, Hp seit 2007)                        | 6 moh.                                                        |
| Brücke über Wasserlauf |                      | Nidelva (Klappbrücke)                                         | Nidelva (Klappbrücke)                                         |
| Bahnhof | 102                  | Trondheim S                                                   | 5,1 m                                                         |
| Strecke |                      | Dovrebahn nach Oslo                                           | Dovrebahn nach Oslo                                           |
| |                      |                                                               |                                                               |
| Quellen: |                      |                                                               |                                                               |

Die Bahnstrecke Trondheim–Storlien ist eine 102 Kilometer lange eingleisige Eisenbahnstrecke zwischen Trondheim in Norwegen und Storlien in Schweden. Den Reisezugverkehr erbringen die Gesellschaften SJ Norge auf norwegischer Seite und Norrtåg auf schwedischer Seite über Storlien hinaus bis Östersund. Auf der Strecke verkehren zudem Güterzüge.

## Bezeichnung
Die Bahnstrecke wird historisch als Meråkerbanen bezeichnet. Der Name bezieht sich auf den Haltepunkt Meråker. Seit dem 6. Januar 2008 gilt der Abschnitt (Trondheim)–Hell nach einer Festlegung von Jernbaneverket als Teil der Nordlandsbane, Meråkerbanen ist seither nach dieser Definition nur noch die etwa 70 Kilometer lange Strecke (Hell)–(Storlien).

## Geschichte
Die Strecke wurde etwa zeitgleich mit dem Bau der Norrländska tvärbanan durch Schweden zwischen Storlien und Sundsvall von der norwegischen Regierung – Norwegen befand sich in Union mit Schweden – als so genannten Mellanriksbana vorangetrieben. Dies waren Strecken, die Norwegen und Schweden oder Schweden und Finnland verbanden.
Die Strecke wurde am 17. Oktober 1881 eröffnet.
Am 19. November 1940 ereignete sich ein schwerer Eisenbahnunfall nahe dem Bahnhof Hommelvik, bei dem 22 Menschen starben und etwa 45 darüber hinaus verletzt wurden.

## Anschluss anderer Bahnstrecken
Vorerst war die Bahnstrecke ein Inselbetrieb ohne Anschluss an den Rest des norwegischen bzw. schwedischen Bahnnetzes. Erst 1884 wurde die schon länger bestehende von Trondheim südgehende Dovrebahn durch Umlegung deren innerstädtischer Trasse an die Meråkerbahn angeschlossen. Die in Hell nach Norden abzweigende Nordlandbahn wurde erst ab 1902 abschnittsweise eröffnet.

## Verkehr
Nach früher eher bescheidenen Personenverkehrsangeboten auf der Strecke wurde das Angebot seit Anfang der 1990er Jahre nach und nach ausgebaut, auch wenn es keine durchgehende Verbindung von Trondheim über Östersund hinaus gibt.
Im Nahverkehr verkehren zwischen Heimdal, Trondheim und Östersund seit dem 22. September 2002 täglich zwei Zugpaare des Nabotåget, bis Juni 2007 betrieben von der Norges Statsbaner und der schwedischen Länstrafiken i Jämtlands län. Diese wurden durch das EU-Programm Interreg IIIA zur grenzübergreifenden Zusammenarbeit teilfinanziert.
Am 17. Juni 2007 übernahm Veolia Transport die Zugangebote Mittlinje in Schweden und Nabotåget in Norwegen und vereinte sie unter dem Namen Mittnabotåget. Diese Gesellschaft wurde 2012 aufgelöst, die Züge von Norrtåg und NSB übernommen. Auf dem Streckenabschnitt Trondheim–Hell verkehren stündliche Nahverkehrszüge der NSB weiter nach Steinkjer (Trønderbanen) sowie Fernverkehrszüge der NSB nach Bodø.
Die Bahnstrecke ist eine wichtige Strecke im norwegischen Güterverkehrsnetz in Richtung Schweden. Den Güterverkehr betreibt CargoNet.
Seit November 2013 war der durchgehende Zugverkehr zwischen den Bahnhöfen Storlien und Kopperå und damit der grenzüberschreitende Verkehr zwischen Norwegen und Schweden unterbrochen. Zwischen dem Bahnhof Storlien und der norwegischen Grenze bestand aufgrund mangelnder Bauunterhaltung einer Stützmauer die Gefahr eines Hangrutsches. Personenverkehr wurde als Schienenersatzverkehr gefahren, der Güterverkehr über Südnorwegen umgeleitet. Der Oberbau wurde provisorisch fixiert, so dass seit dem 16. Januar 2015 der Abschnitt wieder befahren werden konnte. Der Bahndamm wurde durch eine  Brücke ersetzt, die Wiederinbetriebnahme erfolgte zum Dezember 2017.
Seit dem 7. Juni 2020 betreibt SJ Norge AS den Personenverkehr unter der Marke „NORD“.

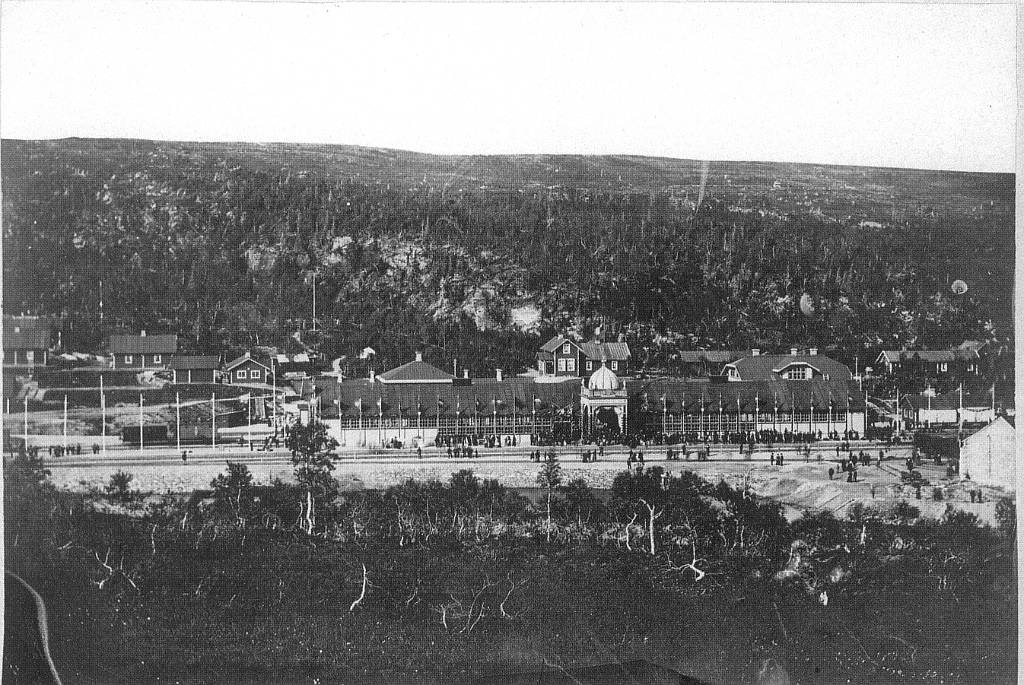
Storlien (1882)
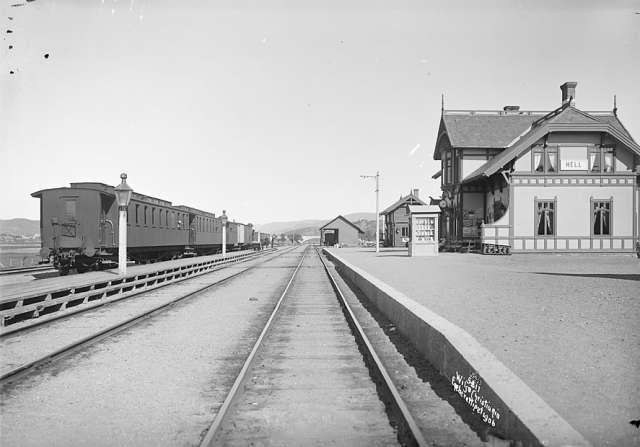
Hell (1906)
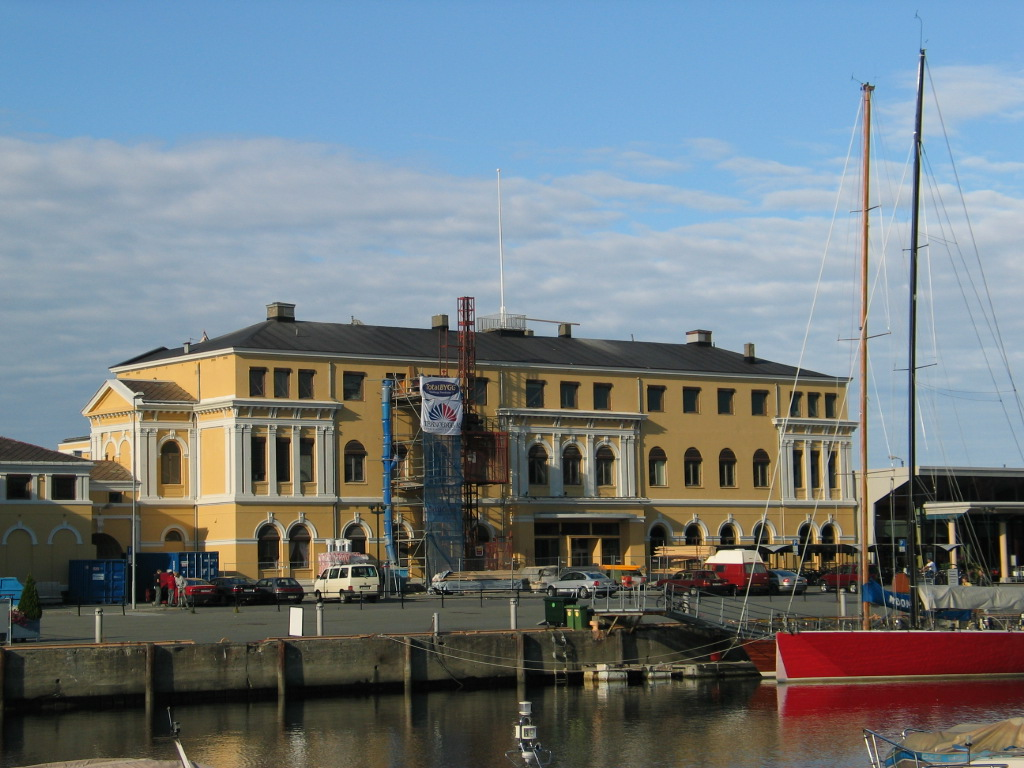
Trondheim S

## Zukunftsaussichten
2006 wurde die Linienführung der Meråkerbane mit Investitionen in Höhe von 26,5 Millionen NOK und 2007 in Höhe von 30 Millionen NOK verbessert, um den Frachtverkehr auf den Straßen zwischen Trøndelag und Jämtland auf die Schiene zu verlegen. Die Achslast wurde von 20,5 Tonnen auf den heute in Norwegen üblichen Standard von 22,5 Tonnen erhöht. Gleichzeitig konnte die Geschwindigkeit der Güterzüge von 50 auf 80 km/h erhöht werden. Den größten Anteil am Frachtverkehr haben Holztransporte, vor allem für den Papierhersteller Norske Skog in Skogn. Der 4,4 Kilometer lange Gevingåsen-Tunnel wurde im August 2011 eröffnet und verkürzte die Streckenlänge um 1627 Meter.
Die Meråkerbane ist eine der vier norwegischen Eisenbahnstrecken, die von der UNECE als internationale Haupttransportroute anerkannt wurden. Es war geplant, die Strecke mit Baubeginn 2013 und Fertigstellung im Juli 2015 zu elektrifizieren. Nun soll die Elektrifizierung der Strecke bis Herbst 2024 vollzogen sein. Dazu wurde der Bahnverkehr im Jahr 2021 komplett eingestellt.
2024 fahren täglich zwei Zugpaare zwischen Trondheim und Storlien, dort mit Anschluss nach Östersund. Unabhängig vom Gültigkeitszeitraum des Fahrplanes wurden alle Züge vom 15. August 2024 bis zum 31. Januar 2025 im Zuge der Elektrifizierungsarbeiten durch Busse ersetzt. Die Eröffnung des elektrischen Betriebs wird nicht vor Dezember 2025 erfolgen.